# António Manuel de Almeida
António Manuel de Almeida (Rua do Passeio Alegre, São Pedro, Vila Real, 14h30m, 5 de Novembro de 1891, bap. 5 de Dezembro de 1891 - Ramalde, Porto, 9 de Outubro de 1968) foi um engenheiro, banqueiro e filantropo português.

## Vida e obra
Era filho natural de Maria de Jesus, solteira, empregada no serviço doméstico, da Freguesia de São Bento da Mêda, da vila e Concelho da Mêda, moradora na Freguesia de São Pedro, Vila Real, filha de António Joaquim e de sua mulher Teresa de Jesus, ambos de São Bento da Mêda, Mêda.
Começou os seus estudos liceais na cidade de Lisboa e conviveu com a família do banqueiro José Maria do Espírito Santo Silva, tendo uma grande amizade com o filho mais velho, José Ribeiro do Espírito Santo Silva. Viria a terminar o liceu na cidade do Porto.
Ingressa no curso de Engenheiros Civis e Obras na Faculdade de Ciências da Universidade do Porto, vindo a concluí-lo no ano de 1915.
Em 1916 inscreve-se na Associação dos Engenheiros Civis Portugueses, posteriormente Ordem dos Engenheiros, passando a exercer a atividade profissional de engenheiro.
A partir de 1918, dá início ao projeto de instalação, na cidade do Porto, duma filial da Casa Bancária Espírito Santo Silva & C.ª, gerida pelo seu amigo José Ribeiro do Espírito Santo Silva depois da morte do seu pai, o banqueiro José Maria do Espírito Santo Silva, ocorrida em 1915.
Em 1921 é inaugurada na Avenida dos Aliados, no Porto, a filial do recém denominado Banco Espírito Santo, tendo sido o edifício projetado por António Manuel de Almeida. Foi Diretor do banco e responsável pela sua gestão tendo, inclusive, vivido no 3.º andar do edifício onde funcionava a instituição bancária, entre 1921 e 1935.
Casou em Lordelo do Ouro, no Porto, a 30 de Outubro de 1927 com Olga Ana Adelaide Andresen (Quinta do Campo Alegre, Lordelo do Ouro, Porto, 20 de Maio de 1899 - Ramalde, Porto, 17 de Maio de 1963), filha de João Henrique Andresen e de sua mulher Joana ..., sem geração.
Foi Vice-Presidente do Conselho de Administração do Banco Espírito Santo e Comercial de Lisboa até 9 de Outubro de 1968, data da sua morte.
Instituiu a Fundação Eng. António de Almeida.